# Shuangfeng Shuiku
Shuangfeng Shuiku (kinesiska: 双凤水库) är en reservoar i Kina. Den ligger i provinsen Heilongjiang, i den nordöstra delen av landet, omkring 170 kilometer öster om provinshuvudstaden Harbin. Shuangfeng Shuiku ligger 138 meter över havet. Arean är 4,2 kvadratkilometer. I omgivningarna runt Shuangfeng Shuiku växer i huvudsak lövfällande lövskog. Den sträcker sig 2,0 kilometer i nord-sydlig riktning, och 3,6 kilometer i öst-västlig riktning.
Genomsnittlig årsnederbörd är 862 millimeter. Den regnigaste månaden är juli, med i genomsnitt 174 mm nederbörd, och den torraste är januari, med 7 mm nederbörd.